# Strada europea E72
La E72 è una strada europea che collega Bordeaux a Tolosa. Come si evince dalla numerazione, si tratta di una strada intermedia con direzione ovest-est.

## Percorso
La E72 è definita con i seguenti capisaldi di itinerario: "Bordeaux - Tolosa".